# Pseudopostega plicatella
Pseudopostega plicatella là một loài bướm đêm thuộc họ Opostegidae. Nó được miêu tả bởi Donald R. Davis và Jonas R. Stonis, 2007. Nó được tìm thấy ở Pará ở đông bắc Brasil và east-miền trung Ecuador.
Chiều dài cánh trước là 2.5–3.2 mm. Con trưởng thành bay vào tháng 1.